# El Mezquitón
El Mezquitón är en ort i Mexiko.   Den ligger i kommunen Guasave och delstaten Sinaloa, i den västra delen av landet, 1 200 km nordväst om huvudstaden Mexico City. El Mezquitón ligger 13 meter över havet och antalet invånare är 169.
Terrängen runt El Mezquitón är mycket platt. Runt El Mezquitón är det ganska tätbefolkat, med 100 invånare per kvadratkilometer. Närmaste större samhälle är Guasave, 11,5 km öster om El Mezquitón. Trakten runt El Mezquitón består till största delen av jordbruksmark.